# Welcome to Jamrock
Welcome to Jamrock es un disco del cantante Damian Marley dentro del género Reggae/Hip Hop.
Fue lanzado el 12 de septiembre de 2005 en Estados Unidos y el 13 de septiembre de 2005 en Reino Unido.

## Lista de canciones
1. "Confrontation" (Featuring spoken introduction from Bunny Wailer)
2. 'There for You"
3. "Welcome to Jamrock"
4. "The Master Has Come Back"
5. "All Night" (featuring Stephen Marley)
6. "Beautiful" (featuring Bobby Brown)
7. "Pimpa's Paradise" (featuring Stephen Marley and Black Thought)
8. "Move!"
9. "For the Babies" (featuring Stephen Marley)
10. "Hey Girl" (featuring Stephen Marley and Rovleta Fraser)
11. "Road to Zion" (featuring Nas)
12. "We're Gonna Make It"
13. "In 2 Deep"
14. "Khaki Suit" (featuring Bounty Killer and Eek-a-Mouse)
15. "Carnal Mind" (featuring Chew Stick) (UK-only bonus track)[*]

## Certificación
| País   | Certificación | Ventas  |
| ------ | ------------- | ------- |
| Canadá | Gold          | 50 000  |
| USA    | Gold          | 559 308 |